# Helene Lauterböck
Helene Lauterböck (* 16. Jänner 1895 in Wien; † 13. März 1990 in Langenfeld (Rheinland)) war eine österreichische Schauspielerin.

## Leben
Nach dem Lyzeum und dem Besuch einer Theaterschule gab Helene Lauterböck ihr Debüt 1913 in Olmütz in einer Aufführung des Stücks Minna von Barnhelm. Weitere Stationen ihrer Bühnenlaufbahn waren Baden bei Wien, die Volksbühne Wien, von 1917 bis 1921 spielte sie in Wien an der Burg und von 1924 bis 1934 im Volkstheater. Ein weiterer Spielort von ihr war am Zentraltheater Dresden. Im Jahr 1938 nach dem „Anschluss Österreichs“ erhielt sie Auftrittsverbot. Ab 1945 konnte sie wieder am Wiener Volkstheater spielen und wurde als dessen jahrelange Ensemblestütze zum Ehrenmitglied ernannt. In Onkel Wanja gab sie 1983 ihre Abschiedsvorstellung von der Bühne. Zu ihren Theaterrollen gehörten unter anderen Elisabeth in Maria Stuart, Kriemhild und Brunhild in Die Nibelungen, Marthe Schwerdtlein in Faust und Lady Milford in Kabale und Liebe.
Ab 1934 war Lauterböck auch Filmschauspielerin, vorwiegend in Wiener Filmen. In den 1950er Jahren sah man sie wiederholt als hohe adelige Hofdame in prunkvollen Historienfilmen, unter anderem als Gräfin Sophie Esterházy in Teil zwei und Teil drei der Sissi-Trilogie. Für die Spielzeit 1972/1973 erhielt sie den Karl-Skraup-Preis.

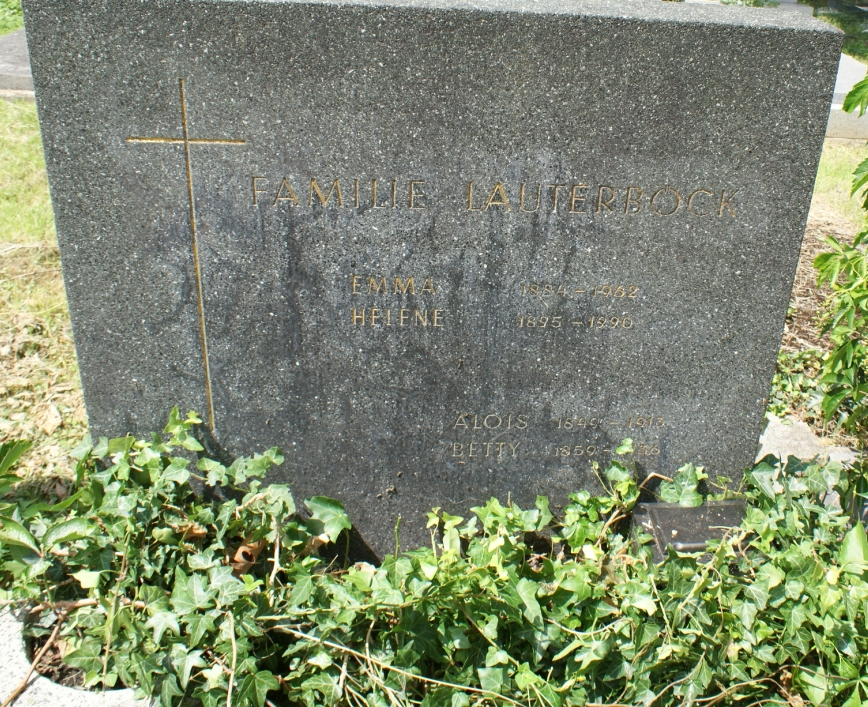
Grabstätte von Helene Lauterböck

Helene Lauterböck wurde 95 Jahre alt und am 9. April 1990 am Wiener Zentralfriedhof (Gruppe 42C Reihe 10 Grab 22) beerdigt.

## Filmografie
- 1927: Louise von Coburg. Tragödie einer Königstochter
- 1928: Der Scheidungsanwalt (Die Frau von gestern und morgen)
- 1934: Csibi, der Fratz
- 1934: Der junge Baron Neuhaus
- 1934: Nocturno
- 1935: Kleine Mutti
- 1935: Es flüstert die Liebe
- 1936: Hannerl und ihre Liebhaber
- 1937: Der Mann, von dem man spricht
- 1937: Ich möcht’ so gern mit Dir allein sein (Millionäre)
- 1937: Florentine
- 1939: Hotel Sacher
- 1940: Das jüngste Gericht
- 1940: Der liebe Augustin
- 1948: Alles Lüge
- 1949: Das Kuckucksei
- 1951: Der alte Sünder
- 1952: Der Obersteiger
- 1953: Ich und meine Frau
- 1954: Mädchenjahre einer Königin
- 1956: Sissi, die junge Kaiserin
- 1957: Sissi – Schicksalsjahre einer Kaiserin
- 1958: Eva küßt nur Direktoren
- 1959: Katja, die ungekrönte Kaiserin
- 1962: Frau Suitner (TV)
- 1962: Das Protektionskind (TV)
- 1965: Protektionskind (TV)
- 1983: Onkel Wanja (TV)

## Auszeichnungen
- 1973: Karl-Skraup-Preis